# Dekiru Neko wa Kyō mo Yūutsu
Dekiru Neko wa Kyō mo Yūutsu (デキる猫は今日も憂鬱?), también conocida como The Masterful Cat Is Depressed Again Today en inglés, es una serie de manga japonesa escrita e ilustrada por Hitsuji Yamada. Comenzó a serializarse en la sección de manga en línea Suiyōbi no Sirius de Kodansha en el sitio web de Nico Nico Seiga en agosto de 2018, y también se publica en Monthly Shōnen Sirius desde octubre de 2021. Una adaptación de la serie de televisión de anime de GoHands fue emitido de julio a septiembre de 2023.

## Sinopsis
La joven empleada Saku vive sola con su gato Yukichi, un felino tan grande como especial. Yukichi es, de hecho, extraordinariamente inteligente, haciendo todo lo posible para cuidar de la casa y de su dueña, quien por el contrario está lejos de ser concienzuda y tiene la costumbre de descuidarse a sí misma y a su casa.

## Personajes
Saku Fukuzawa (福澤 幸来 Fukuzawa Saku?)
 Seiyū: Yui Ishikawa
Yukichi (諭吉?)
 Seiyū: Hiroki Yasumoto
Yuri Shibasaki (柴咲 ゆり Shibasaki Yuri?)
 Seiyū: Ai Kakuma
Kaoru Orizuka (織塚 馨 Orizuka Kaoru?)
 Seiyū: Katsuyuki Konishi
Rio Nishina (仁科 理央 Nishina Rio?)
 Seiyū: M.A.O
Shop Manager (店⾧ Tenchō?)
 Seiyū: Miyu Irino
Yume (優芽?)
 Seiyū: Ayana Taketatsu
Madre de Yume (優芽の母 Yume no Haha?)
 Seiyū: Yoko Hikasa
Abuela de Yume (優芽の祖母 Yume no Sobo?)
 Seiyū: Tamie Kubota
Madre de Saku (幸来の母 Saku no Haha?)
 Seiyū: Satomi Satō
Padre de Saku (幸来の父 Saku no Chichi?)
 Seiyū: Jun Fukuyama
Oshiro (尾代?)
 Seiyū: Aoi Inase
Mei (メイ?)
 Seiyū: Kotoe Taichi

## Contenido de la obra

### Manga
Una adaptación a manga, ilustrada por Hitsuji Yamada, comenzó la serialización en la sección de manga en línea Suiyōbi no Sirius de Kodansha en el sitio web de Nico Nico Seiga el 22 de agosto de 2018; también comenzó a publicarse en Monthly Shōnen Sirius el 26 de octubre de 2021. Kodansha ha recopilado sus capítulos en volúmenes individuales de banda ancha. El primer volumen se publicó el 9 de abril de 2019. Hasta el 9 de febrero de 2023, se han publicado siete volúmenes.
En América del Norte, el manga tiene licencia para su publicación en inglés de Seven Seas Entertainment.

### Anime
En mayo de 2022, se anunció que la serie se adaptará a una serie de televisión de anime. La serie es producida por GoHands, quien supervisará los guiones escritos por Tamazo Yanagi, con la dirección de Katsumasa Yokomine, Susumu Kudo como director en jefe y Takayuki Uchida diseñando los personajes. Se estrenará el 8 de julio de 2023 en el bloque de programación Animeism en MBS y otras afiliadas. Crunchyroll obtuvo la licencia de la serie fuera de Asia.